# Mad Magazine

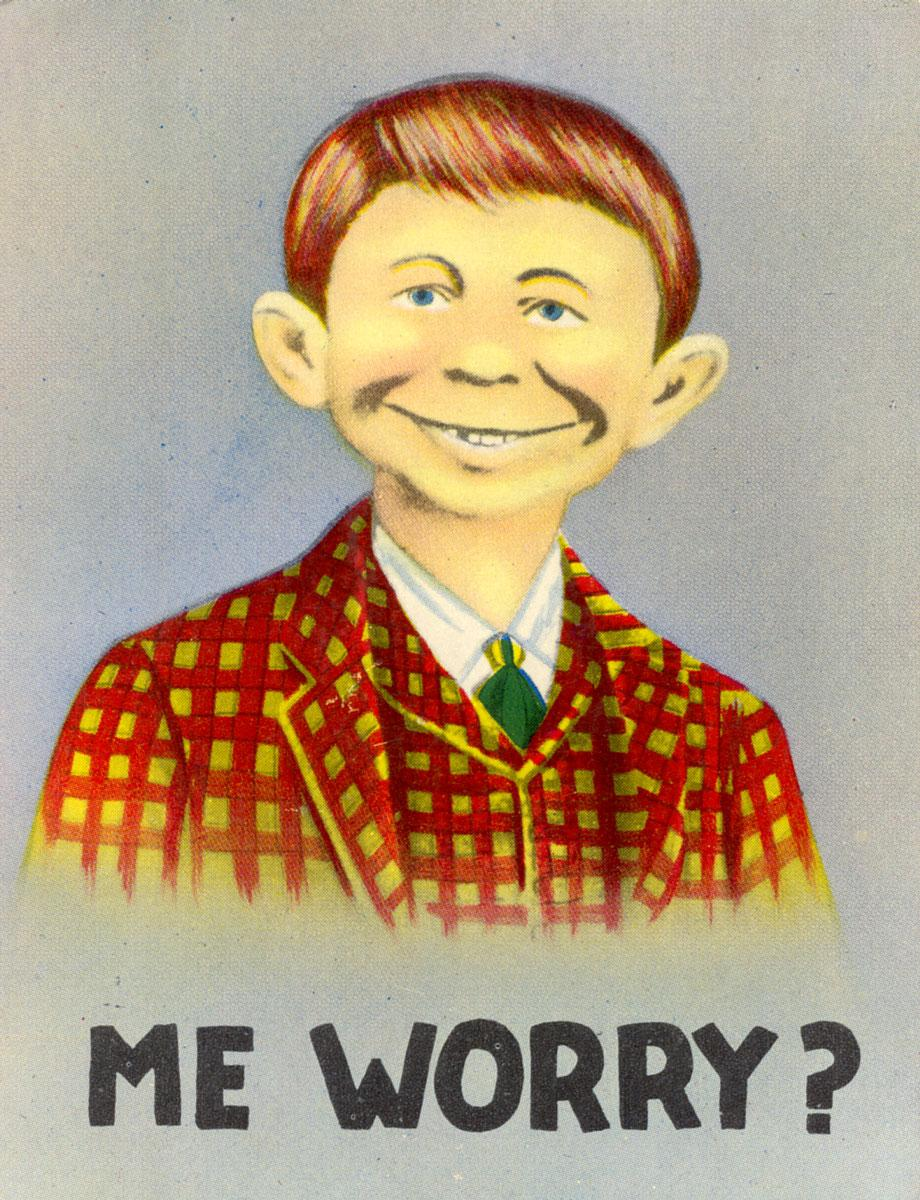
Alfred E. Neumann

Mad Magazine (Bláznivý časopis) je humoristický a satirický časopis vydávaný v New Yorku. Založili ho v roce 1952 Harvey Kurtzman a William Gaines. Původně vycházel jako komiksový sešit, v roce 1955 přešel na formát časopisu s pravidelnými rubrikami. Od roku 1956 byl šéfredaktorem Al Feldstein. Vydavatelem byla firma EC Comics do roku 1960, kdy se stala pobočkou koncernu Warner Bros. Původně vycházel nepravidelně, později se stal měsíčníkem, od roku 2010 vychází jednou za dva měsíce.
Obsahem časopisu jsou ironické komentáře k aktuálnímu dění v americké politice a popkultuře. Působí v něm významní karikaturisté jako Sergio Aragonés nebo Al Jaffee. V dobách největší slávy v sedmdesátých letech měl náklad přes dva miliony výtisků, který do roku 2014 klesl na necelých sto čtyřicet tisíc. Časopis vycházel kromě Spojených států v dalších sedmnácti zemích, udržela se pouze mutace v němčině, portugalštině a španělštině. V šedesátých letech existovala i scénická podoba časopisu, tzv. The Mad Show, uváděná v newyorském divadle New Theatre.
Symbolem časopisu je maskot jménem Alfred E. Neumann: postavička zrzavého chlapce s odstávajícíma ušima a chybějícím předním zubem.
Časopis je často zmiňován v seriálu Simpsonovi, v českém překladu bývá označován jako Cvok.